# Acuerdo de Argel (2015)
El acuerdo de Argel también conocido como acuerdo de paz y reconciliación en Malí  es un acuerdo entre el gobierno de la República de Malí y la Coordinación de los Movimientos de Azawad (CMA) rubricado en Argel el 1 de marzo de 2015 con la mediación del gobierno argelino y firmado en Bamako en 15 de mayo de 2015.

## Contexto
En 2012 el Movimiento Nacional para la Liberación del Azawad inicia una rebelión para luchar por la independencia del Azawad en el norte de Malí, en las ciudades de  Kidal, Gao y Tombuctú. El 6 de abril se proclamó la independencia del Azawad de Malí. Al MNLA se suma inicialmente el grupo islamista Ansar Dine quien más tarde disputa el control de la zona. Los proyectos de la "nueva nación" son irreconciliables y contradictorias. A mediados de julio de 2012, los rebeldes tuareg habían sido expulsados del territorio. por su aliados originales, los islamistas de Ansar Dine y Al Qaeda en el Magreb Islámico.
En enero de 2013 se inicia la intervención militar de Francia (Operación Serval) a petición del presidente de Malí y con autorización del Consejo de Seguridad de la ONU para detener el avance de los grupos islamistas hacia la capital. En junio de 2013 se firmó un primer acuerdo de paz, el acuerdo de Uagadugú, entre el gobierno de Malí y los rebeldes independentistas tuareg del MNLA y del HCUA. Pero los 17 y 21 de mayo de 2014 se reanudan los enfrentamientos en Kidal entre los rebeldes y el ejército maliense. El ejército pierde el control de Ménaka, Andéramboukane, Anéfis y Kidal.
El 22 de mayo, se organizaron negociaciones en Kidal con la mediación de Mohamed Ould Abdel Aziz, presidente de Mauritania y la Unión Africana  Se concluyó un acuerdo de alto el fuego entre el gobierno de Malí y los grupos armados del norte para volver al acuerdo preliminar de Uagadugú. Sin embargo, los rebeldes mantienen sus posiciones en Kidal y Ménaka.

## Firma
El 9 de febrero el gobierno maliense y los rebeldes de la Coordinación de los Movimientos del Azawad validaron un nuevo documento de cese de hostilidades mientras continuaban las negociaciones para un acuerdo de paz en Argel.  El 1 de marzo Argelia propuso un acuerdo de mediación, el documento está firmado por el gobierno de Malí y grupos leales, pero los representantes de la CMA dudan y piden un retraso en el texto inicial debido a la hostilidad. desde una gran parte de la base de los movimientos rebeldes hasta un texto que no proporciona autonomía ni federalismo para el norte de Mali. Finalmente el 10 de abril la CMA anuncia que se niega a firmar el acuerdo tal como está.
El 27 de abril el GATIA y el  Movimiento Árabe del Azawad  toman el control de la ciudad de Ménaka . Esto provoca nuevos enfrentamientos entre los rebeldes y las milicias leales. Sin embargo, la Coordinación de los Movimientos de Azawad inicia el acuerdo de Argel  sobre el 14 de mayo, pero se niega a firmar el texto el 15 de mayo en Bamako, dado que los combates se llevan a cabo el mismo día en las cercanías de Ménaka, el gobierno de Malí y los grupos leales, así como varios estados y organizaciones, firman el acuerdo de paz en nombre de la mediación internacional: Argelia, Burkina Faso, Mauritania, Níger, Nigeria, Chad, la Unión Africana, las Naciones Unidas, la CEDEAO, la OCI, la Unión Europea y Francia, pero sin la presencia de Representantes de la CMA.
Finalmente, la CMA, bajo presión de la comunidad internacional, firma el acuerdo el 20 de junio de 2015 en Bamako El texto está firmado por el representante de la CMA, Sidi Brahim Ould Sidati, líder del MAA.